# Delaugère & Clayette
Delaugère & Clayette war ein französischer Hersteller von Kutschen, Dampfkesseln, Automobilen, Nutzfahrzeugen, Voituretten, motorisierten Drei- und Vierrädern sowie Werkskarosserien für den Automobilhersteller Panhard & Levassor. Die Fahrzeugherstellung endete 1926, das Unternehmen schloss 1933.

## Unternehmensgeschichte

### Kutschenbau (1840–1890)
Jean-Pierre Delaugère (1810–1868), ein Stellmacher aus Nogent sur Vernisson (Département Loiret), machte sich in den 1840er Jahren selbständig. 1864 nahm er seinen Sohn Henri (1839–1908) in seinen Betrieb auf, der darauf als Delaugère, Père et Fils eingetragen wurde mit dem Zweck, Kutschenbau und -handel zu betreiben. Der Geschäftssitz war an der Rue d'Illiers im Zentrum von Orléans. Nach dem Tod des Gründers kam es 1872 zu einer Partnerschaft mit Henris jüngerem Bruder Emile (1849–1917) und zur Etablierung als Société Delaugère Frères. In dieser Form bestand das Unternehmen bis 1890, als mit dem Neffen Félix (1864–1934) ein weiteres Familienmitglied in das Unternehmen kam. Dieses wurde in die Kollektivgesellschaft Delaugère et Cie umgewandelt.
Bis dahin hatte sich das Unternehmen in der Region einen guten Ruf als Kutschenbauer erworben. Spezialgebiet waren leichte Fiaker, Break, Dos-à-dos und Wagonnettes.

### Dampfmaschinen und Automobile (1890–1902)
Nun begann sich das Unternehmen auch für Dampfmaschinen und Dampfkessel zu interessieren, wofür eine Werkstätte an der nahen Rue des Bons Etats eingerichtet wurde. Zudem begannen Emile und Félix mit einer „Benzinkutsche“ zu experimentieren. Das Ergebnis, ein Tricycle mit einem Einzylindermotor eigener Produktion, zeigten sie an der ersten Automobilausstellung in Paris, welche 1898 durchgeführt wurde. An einem internationalen Salon im Jahr 1900 gewann ein Delaugère-Quadricycle mit De Dion-Bouton-Motor eine Silbermedaille. Die reguläre Produktion wurde 1901 mit einem Zweizylindermotor eigener Konstruktion aufgenommen. Die Ausführung mit automatischem Einlassventil ähnelte jener von Panhard & Levassor, welche ihrerseits auf Lizenzen von Daimler zurückgingen. Auch wenn bald auf manuelle Einlassventile umgestellt wurde, sollte das Unternehmen bis 1922 seine Motoren selber bauen. Bereits im folgenden Jahr kam der Vierzylinder 20 CV dazu.

### Straßenfahrzeuge als Industrieprodukt (1903–1914)

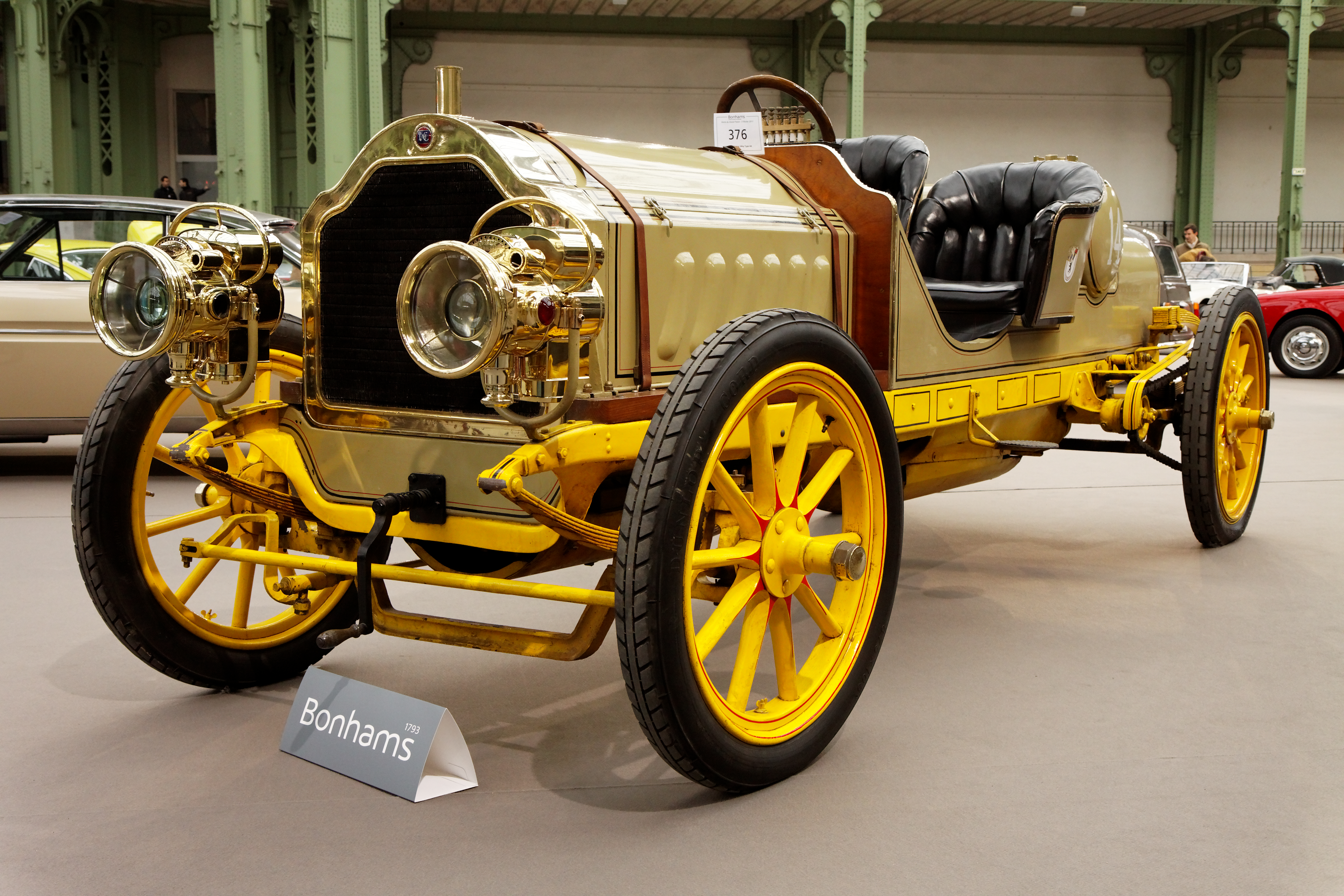
Delaugère & Clayette 24 CV Type 4A, Fahrgestell Nr. 205 (1904)

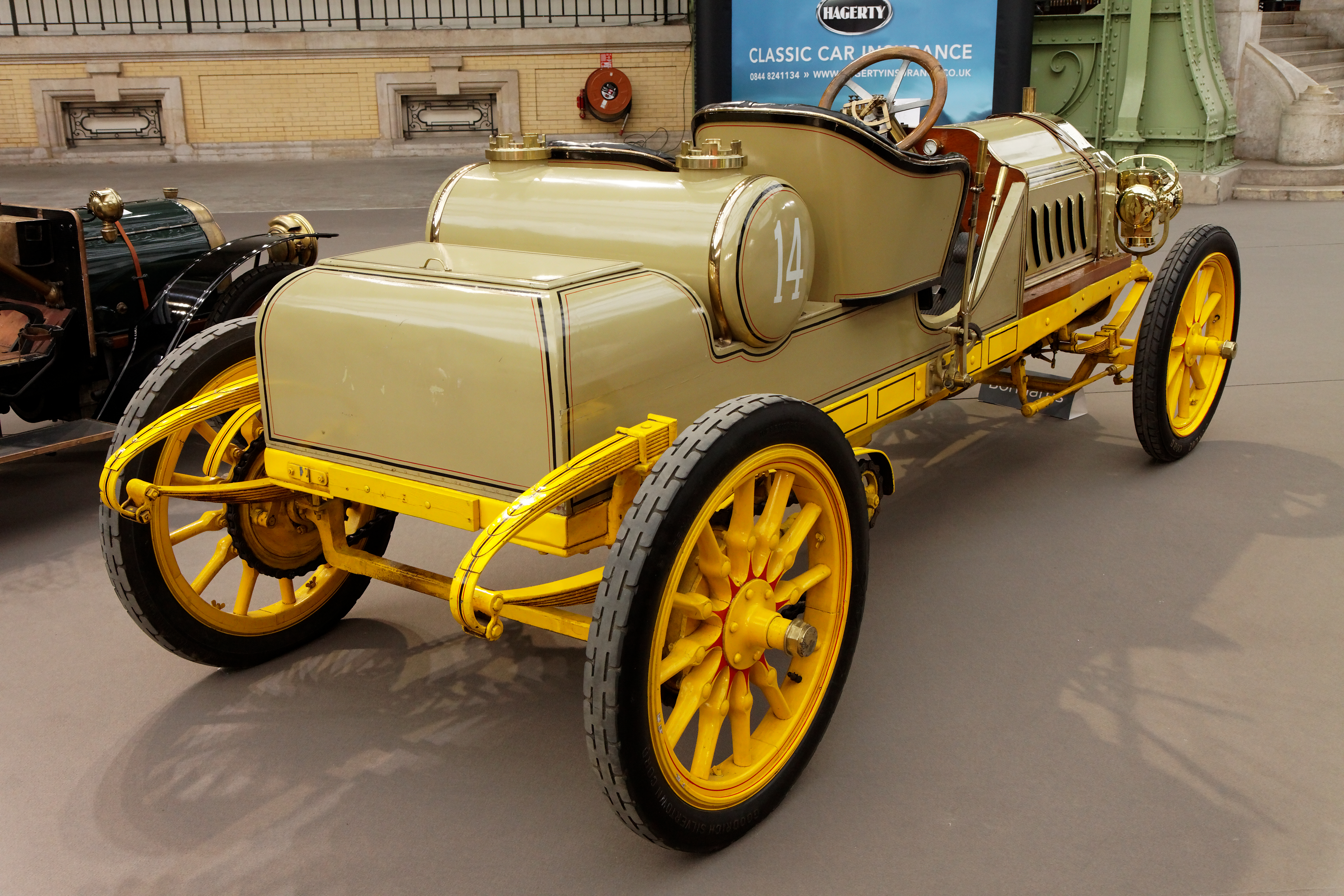
Delaugère & Clayette 24 CV Type 4A

Auf Empfehlung eines Freundes der Familie, Dr. Léon Petit, wandte sich das Unternehmen der Entwicklung größerer Fahrzeuge zu, weil das bessere Absatzchancen versprach. Fachliche Unterstützung holte sich das Unternehmen 1903 mit Maurice Clayette aus Meung-sur-Loire, einem Ingenieur mit abgeschlossenem Studium am Conservatoire National des Arts et Métiers (CNAM). Auf einem Areal von 22.000 m² an der Faubourg Madeleine N° 16 in Orléans begann dieser bald mit dem Bau einer modernen Fabrik mit 10.000 m² Fläche. Bereits im folgenden Jahr wurde Clayette Teilhaber des Unternehmens, das darauf zu E. et F. Delaugère et M. Clayette wurde, dotiert mit einem Firmenkapital von FF 450.000. Bis etwa 1904 wurden die Fahrzeuge als Delaugère vermarktet, danach als Delaugère & Clayette.
1906 stieg Maurice' Bruder Henry Clayette, ein Generalist mit einem Abschluss als Ingénieur des Arts et Manufacture in das Unternehmen ein, das darauf seine letzte Umwandlung zur Kommanditgesellschaft SA des Établissements Delaugère, Clayette, Frères et Cie. erfuhr. Dies ging einher mit einer Aufstockung des Kapitals auf 1,5 Millionen FF. Bei Delaugère & Clayette als ehemaligem Kutschenbauer wurde stets Wert auf gepflegte Karosserien in möglichst breiter Auswahl gelegt, die untypischerweise selber hergestellt wurden.

### Internationale Ausstrahlung

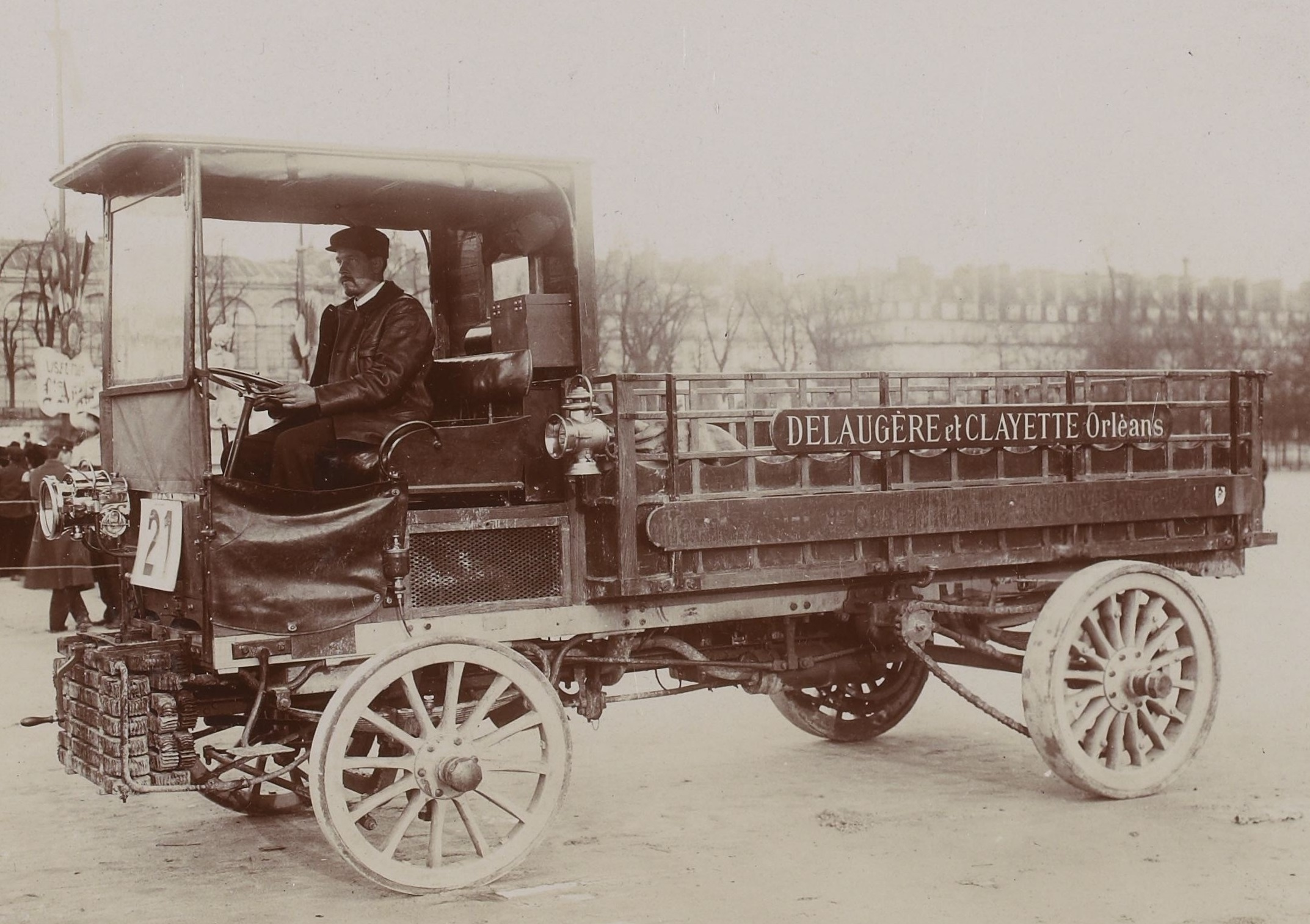
Camion Delaugère & Clayette an einer vom Militär für Nutzfahrzeuge ausgeschriebenen Zuverlässigkeitsfahrt von Paris nach Marseille und zurück, die vom 19. November bis 5. Dezember 1906 stattfand.

Das Unternehmen war zwar regional ausgerichtet, bemühte sich aber auch um den Export. Einige Fahrzeuge gelangten neu nach Rumänien, Mexiko und in die USA. Das Unternehmen stellte 1907 am Automobilsalon von Madrid aus; das dortige Hotel Ritz benützte einen Delaugère & Clayette Omnibus. Delaugère & Clayette verkaufte LKW an spanische Bergwerkunternehmen. Zu weiterer internationaler Beachtung trug der Gewinn einer Goldmedaille an der Automobilausstellung von London 1908 bei. Eine Vertretung fand sich in Australien, und für jene in Argentinien wurde der Katalog angepasst.
1912 erschien ein Personenwagen mit Schiebermotor Lizenz Mustad-Fischer.

### LKW für die Armee
Ein neues Geschäftsfeld eröffnete sich mit dem Bau von Nutzfahrzeugen, deren Entwicklung 1913 abgeschlossen wurde. Das Unternehmen richtete die Konstruktion von vornherein auf die Bedürfnisse der Armee aus und schaffte nach eingehender Prüfung den Ankauf des Typen LO2 durch das französische Kriegsministerium. Der LO2 war ein 3,5 t mit einem Vierzylindermotor mit einem Hubraum von 4398 cm³ (100 mm Bohrung und 140 mm Hub). Die Fahrzeuglänge betrug 4520 mm. Die Spurweite vorn betrug 1600 mm und hinten 1630 mm.

### Kriegsjahre (1914–1918)
Folgerichtig produzierte Delaugère & Clayette im Ersten Weltkrieg Lastkraftwagen für die französische Armee sowie Munition. Letztere ist mit dem eingestanzten Code „GQ“ gekennzeichnet.

### Anpassung an neue Marktbedingungen (1919–1922)
Der Automobilmarkt veränderte sich nach dem Krieg markant. In Frankreich führten mehrere Hersteller (etwa Citroën, Renault, Peugeot, Mathis) die Fließbandproduktion ein. Das führte zu einem Preiszerfall bei Neuwagen, worunter insbesondere kleine, überwiegend regional bekannte Hersteller litten. Delaugère & Clayette reagierte einerseits mit einer Reduktion der Werkskarosserien; eine schmerzhafte Maßnahme, denn eine breite Auswahl an hochwertigen Aufbauten war eine der Stärken des Unternehmens. Weiter gehörte eine gestraffte Modellpalette zur Strategie.
Delaugère & Clayette verkaufte weiterhin auch Nutzfahrzeuge. Diese waren entweder von Personenwagen („Normande“-Kleinlaster) oder vom Militär-LKW abgeleitet. So verwendete die Stadt Toulouse LO2-LKW für kommunale Aufgaben und es gab einen Hotel-Bus im Angebot.
Für 1923 wurde auch die unwirtschaftlich gewordene Herstellung eigener Motoren aufgegeben, nachdem ein letztes Modell mit einem Sechszylinder von 4396 cm³ (21 CV) vorgestellt worden war; dieser blieb bis 1925 erhältlich. Die drei neuen Vierzylindermotoren kamen von Ballot.

### Verkauf und Produktionsende (1923–1926)

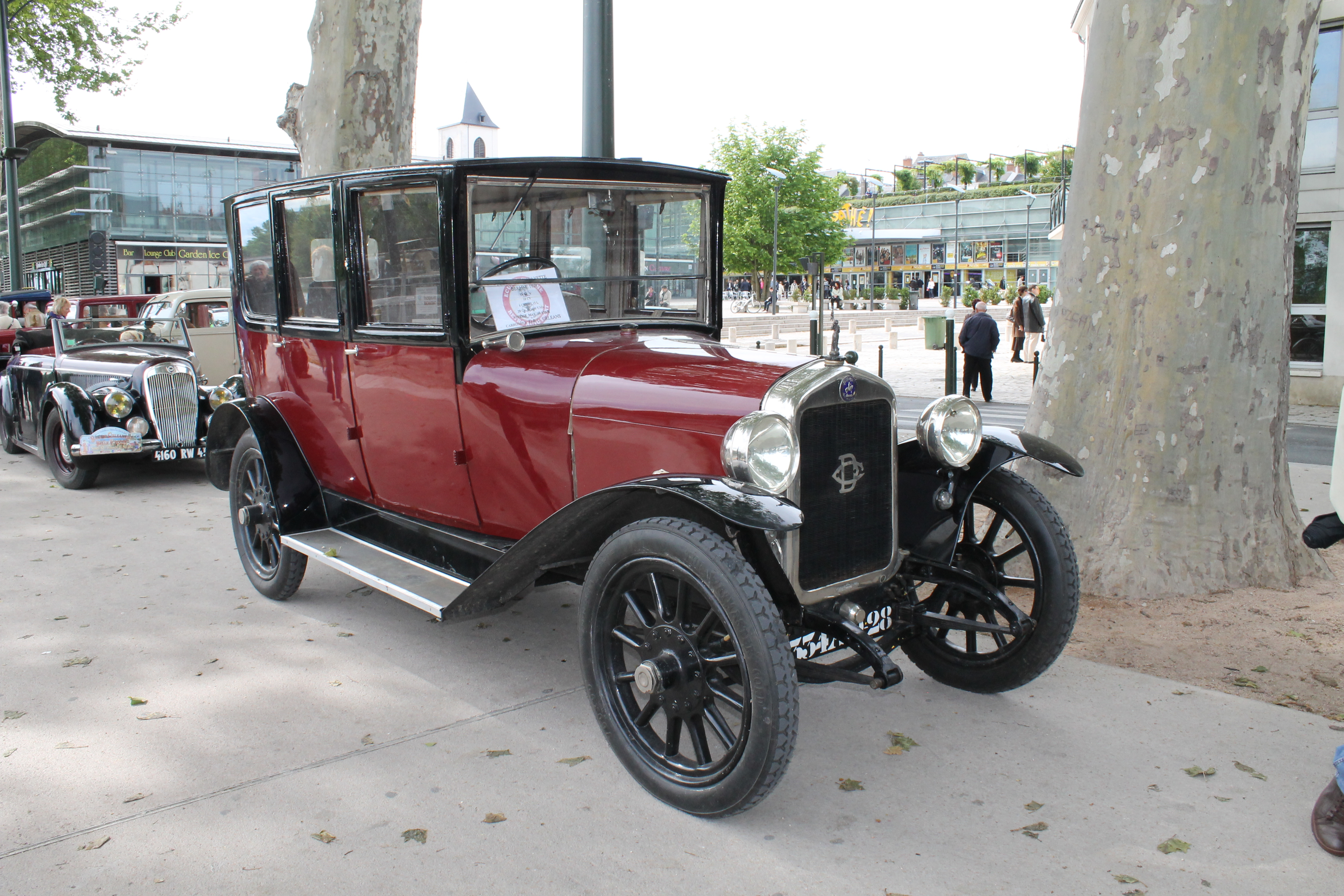
Delaugere et Clayette Type V Conduite Intérieure (1923)

Delaugère & Clayette baute nun hauptsächlich seinen neuen Type V mit Ballot-Motor, daneben sehr wenige 21 CV Type 6Z und Nutzfahrzeuge, darunter ein vom Type V abgeleiteter Kleintransporter, ein Hotel-Bus und LKW bis 3,5 Tonnen.
Um die Jahreswende 1924–1925 verließen die Brüder Clayette das Unternehmen, das Félix Delaugère 1926 an Panhard & Levassor verkaufte. Letzte Automobile des in der Herstellung viel zu teuren Type V entstanden in diesem Jahr, danach wurden Maschinen und Werkzeuge für die Automobilfabrikation demontiert und zu Panhard & Levassor geschafft.

### Atéliers Delaugère

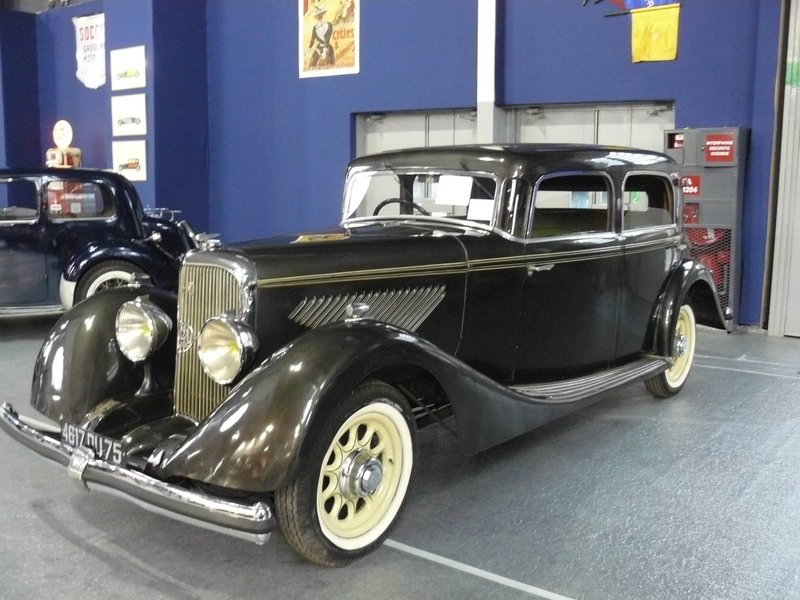
Panhard & Levassor CS RL (Type X72) mit Werkskarosserie der Atéliers Delaugère (1932–1936)

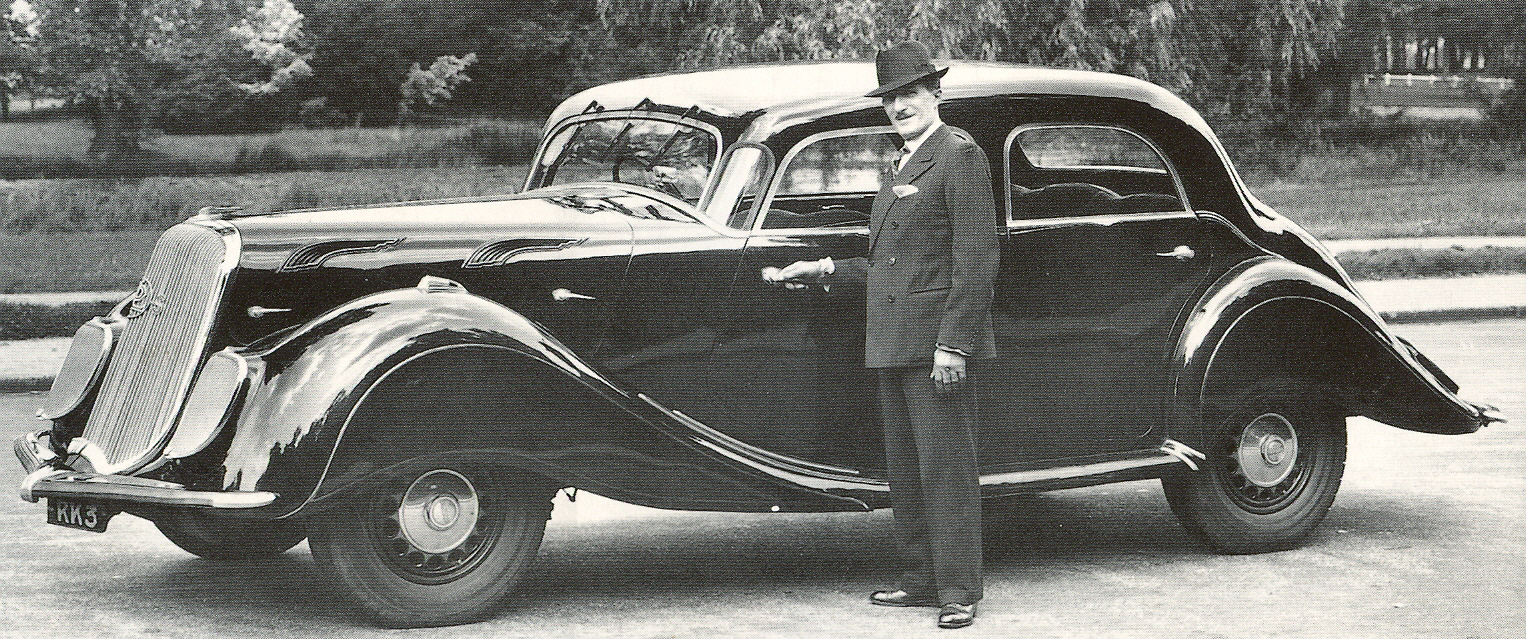
Auch die Karosserie des Panhard & Levassor Dynamic entstand bei Delaugère & Clayette (1936–1939: Abb.: 1937).

Die Einstellung des Automobilbaus war für Panhard & Levassor folgerichtig, bedienten beide Hersteller doch den gleichen Nischenmarkt. Damit endete aber Delaugère & Clayette's Tätigkeit in der Automobilbranche keineswegs, Panhard & Levassor ließ vielmehr in Orléans verschiedene eigene Werkskarosserien fertigen, darunter die eleganten Panoramique. Pierre Delaugère unterhielt im Werk zusammen mit acht Mitarbeitern die Ersatzteilversorgung der ehemaligen Kunden noch bis 1931. Das Unternehmen wurde 1933 aufgelöst; Félix Delaugère verstarb 1934. Der Karosseriebau für Panhard wurde aber als Abteilung von Panhard & Levassor und später Panhard weitergeführt; Werkskarosserien tragen eine Plakette, die einen stilisierten Panhard zeigt und dazu die Schrift Carosserie Panhard - Atéliers Delaugère Orléans. Somit entstanden hier auch die Karosserien des futuristischen Dynamic und nach dem Krieg des Panhard Dyna X und seiner Nachfolger. 1948 baute Panhard-Chefdesigner Louis Bionier hier den Prototyp Dynavia, der heute in der Cité de l’Automobile im elsässischen Mülhausen ausgestellt ist. Sogar als Panhard 1967 von Citroën übernommen wurde, ging die Produktion in den alten Anlagen in Orléans einige Jahre lang weiter.

## Modellgeschichte

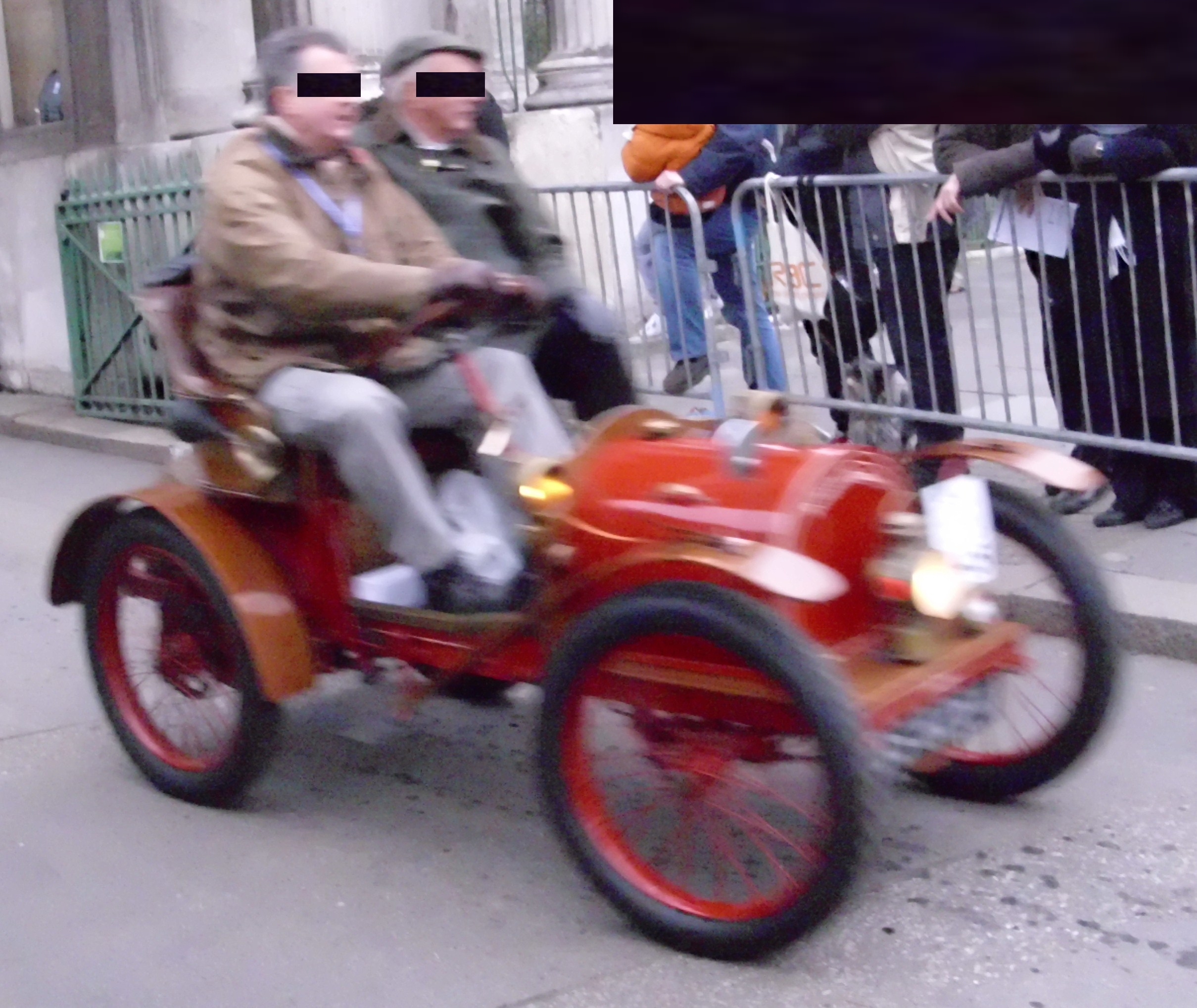
Delaugère 2¾ CV Voiturette (2 Zylinder, 474 cm³) von 1902

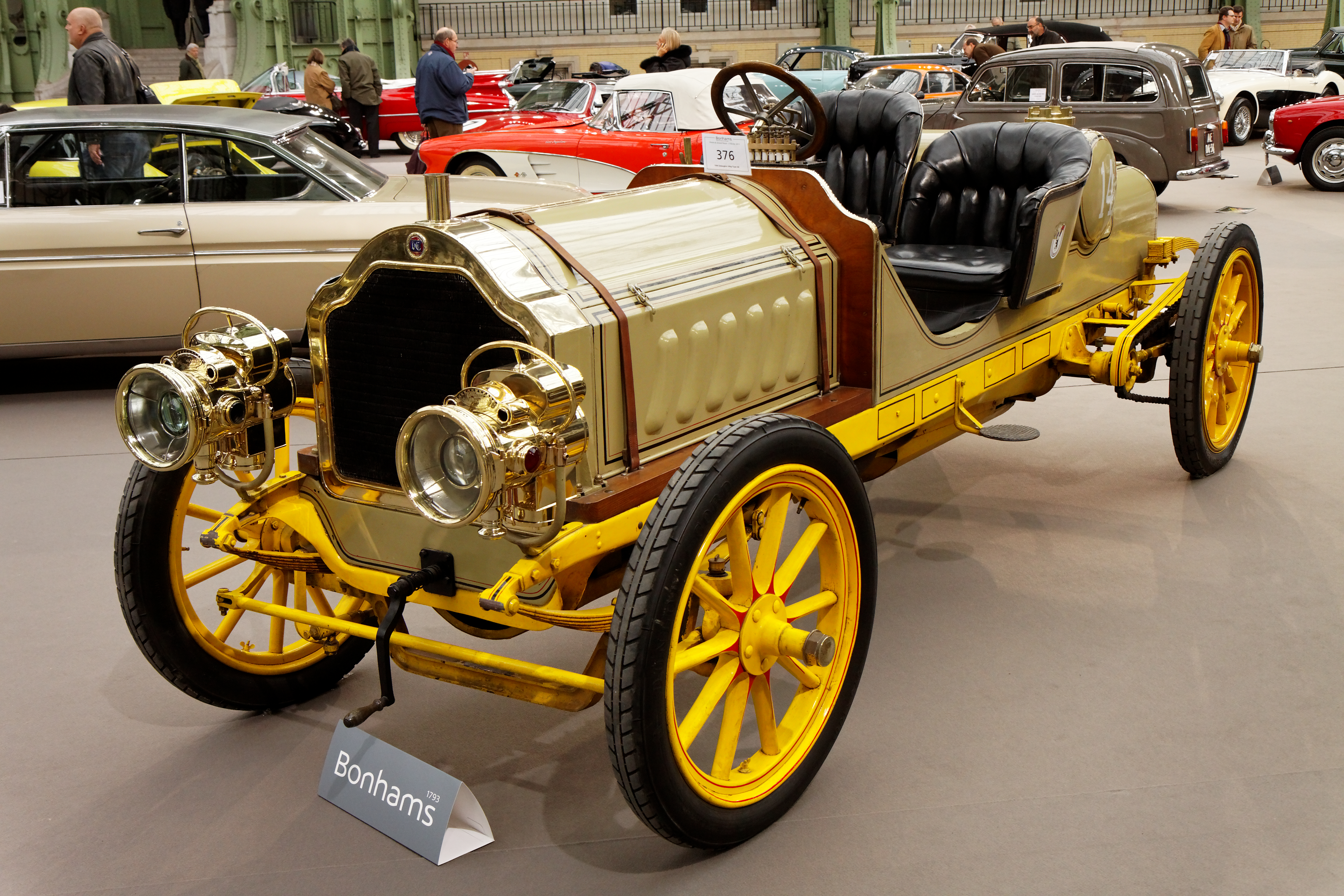
Delaugère & Clayette 24 CV Type 4A (4 Zylinder, 6300 cm³) mit einer nicht originalen Karosserie im Renn-Trim (1904). Delaugère & Clayette war nicht im Rennsport aktiv.

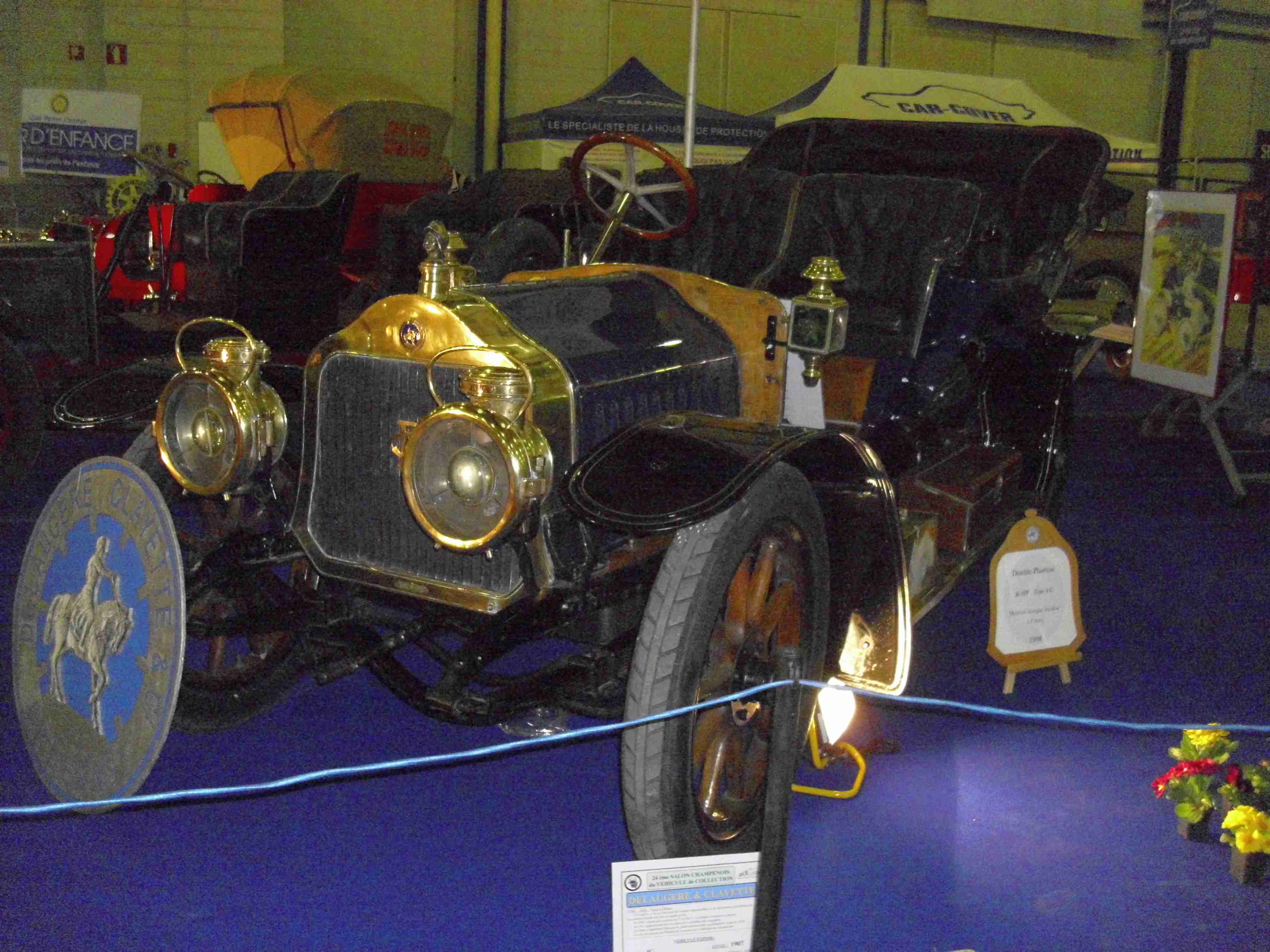
Delaugère & Clayette Type 4G Doppelphaeton von 1907

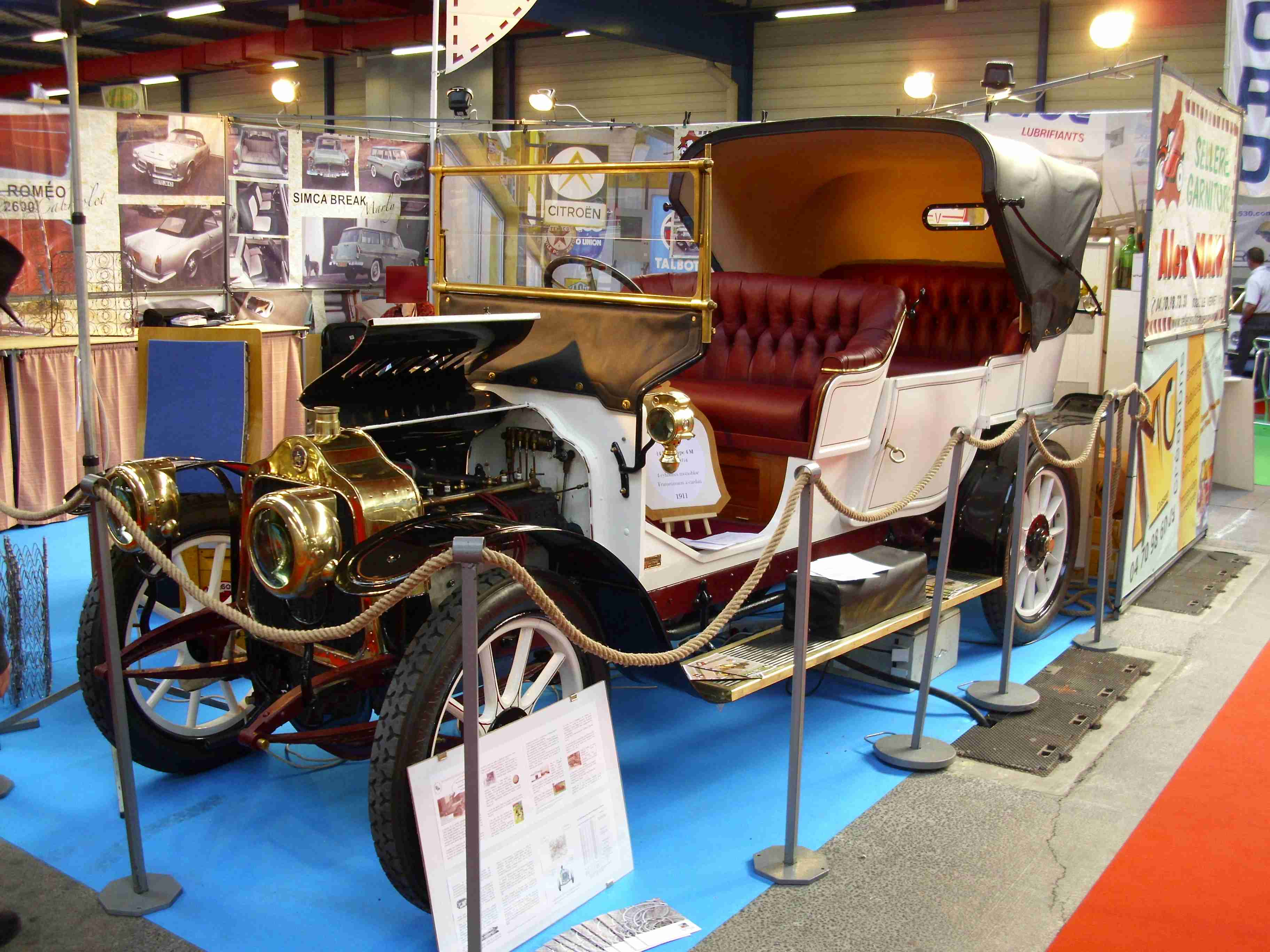
Delaugère & Clayette 10 CV Type 4M Torpédo mit „Victoria“-Verdeck von 1911 mit Monobloc-Motor

Die reguläre Produktion wurde 1901 mit einem Zweizylindermotor eigener Konstruktion aufgenommen. Die Ausführung mit automatischem Einlassventil ähnelte jener von Panhard & Levassor (welche ihrerseits auf Lizenzen von Daimler zurückgingen). Auch wenn bald auf manuelle Einlassventile umgestellt wurde, sollte das Unternehmen bis 1922 seine Motoren selber bauen. Bereits im folgenden Jahr kam der Vierzylinder 20 CV.

### 1901–1903
Zuerst stellte Delaugère nur ein einziges Modell vor, ein verbessertes Tricycle mit dem eigenen Zweizylindermotor mit automatischem Einlassventil. Bis 1903 folgten eine vierrädrige Variante, eine Voiturette und ein Automobil. Auch Kutschen waren noch erhältlich. Bei letzterem handelte es sich entweder um einen weiteren Zweizylinder oder den Vierzylinder 20 CV, der offiziell allerdings erst 1904 vorgestellt wurde.
Dieser 20 CV war eine Konstruktion mit Vierganggetriebe und Doppelkettenantrieb auf die Hinterräder. Der Motor war der erste Vierzylinder der Marke und erhielt ein automatisches Einlassventil. Bis 1903 gab es Dreiräder, Quadricycles sowie eine Voiturette mit Einzylindermotor und 500 cm³ Hubraum. Ab 1903 wurden auch größere Modelle mit Zweizylinder- und Vierzylindermotoren hergestellt.
Frühe Delaugère hatten Fahrgestelle aus eisenarmiertem Hartholz, ähnlich den zeitgenössischen Panhard & Levassor.

### 1904
Mit dem Type 4A führte Delaugère & Clayette das Ganzmetall-Fahrgestell ein. Der Motor war ein seitengesteuerter Vierzylinder mit übereinanderliegenden Ein- und Auslassventilen („F-head“) von 6,3 Litern Hubraum und 24 CV.

### 1905–1906
Das Angebot reichte von der 8/10 CV Voiturette mit zwei Zylindern bis zu einem riesigen 80/100 CV Vierzylinder mit 15 Litern Hubraum. Daneben wurden auch Taxis und Nutzfahrzeuge hergestellt. Der Typ 4CCA 16 CV hatte erstmals eine Kraftübertragung mittels Kardanwelle.

### 1907–1908
Delaugère & Clayette bot 1907 nur noch drei Baureihen an: Die 10 CV Voiturette und die großen Vierzylinder 18/22 CV mit 4,4 Liter Hubraum und 25/35 CV mit 8 Litern und 80 bhp.
1908 kam ein weiterer Vierzylinder hinzu, der 10/14 CV. Nur noch der 25/35 CV wurde ausschließlich mit Kettenantrieb geliefert; bereits beim 18/22 CV gab es den Kardanantrieb optional und die kleineren Typen hatten ihn serienmäßig. Kardanantrieb setzte sich zuerst bei leichten Fahrzeugen durch.
Unter der Abbildung einer großen Limousine inserierte Delaugère & Clayette 1908:
- 10 CV; 2 Zylinder; Kardanantrieb; Chassis „Extra-Leicht“
- 10/14 CV 4 Zylinder; Kardanantrieb
- 18/22 CV 4 Zylinder; Kardanantrieb
- 18/22 CV 4 Zylinder; Doppelkettenantrieb
- 25/35 CV 4 Zylinder; Doppelkettenantrieb

Ein ähnliches Inserat erschien noch 1910.
Demnach wurden alle Modelle mit Magnetzündung geliefert.

### 1909–1911
1909 wurden 350 Mitarbeiter beschäftigt, die Manufaktur baute zwei Fahrzeuge pro Tag.
1911 erschien mit dem Type 4M das erste Modell mit einem Motorblock aus einem Guss („Monobloc“), zunächst nur für diesen 10 CV mit 2,1 Liter-Vierzylinder.

### 1912–1914
Eine Zweizylinder-Voiturette wurde immer noch angeboten. Neu kam ein Sechszylindermodell dazu; das Modell 6N mit 5,2 Liter Hubraum. Bei einigen Modellen wurde das Getriebe an die Hinterachse verlegt (Transaxle-Bauweise). Eine weitere Neuheit war der 2,7 litres Type SS mit einem Schiebermotor nach Lizenz Mustad und Fischer. Geworben dafür wurde mit dem Hinweis, dass der Fahrer mit diesem Auto stets saubere Hände hätte, weil er den Motor nicht berühren muss.

### 1919–1922
Die Herstellung von Personenwagen wurde 1919 mit zwei Modellen wieder aufgenommen. Die Typen 4 mit 2154 cm³ mit 70 mm Bohrung und 140 mm Hub und 4Y mit 3176 cm³ mit 85 mm Bohrung und 140 mm Hub hatten seitengesteuert Vierzylindermotoren, Vierganggetriebe, einen elektrischen Anlasser und eine vollständig elektrische Beleuchtung; zuvor waren Karbid- oder Petroleumlampen für Positions- und Rücklichter nicht ungewöhnlich. Sie wurden bis 1922 gebaut und vom Type V abgelöst, der erstmals seit der Gründerzeit des Unternehmens einen zugekauften Motor erhielt.

### Type 6Z
1921 folgte der Typ 6Z. Er erhielt den letzten von Delaugère & Clayette konstruierten Motor, ein ebenfalls seitengesteuerter Sechszylinder mit 21 CV und 4764 cm³. Analog den kleineren Modellen wurde auch er mit einem Vierganggetriebe und einer vollständig elektrischen Anlage ausgestattet. Ab 1922 erhielt der schwere 6Z Zwillingsreifen und als erstes Modell von Delaugère & Clayette (und eines der ersten französischen Automobile) für 1923 Vierradbremsen. In dieser Form wurde er bis 1925 gebaut.

### Type V

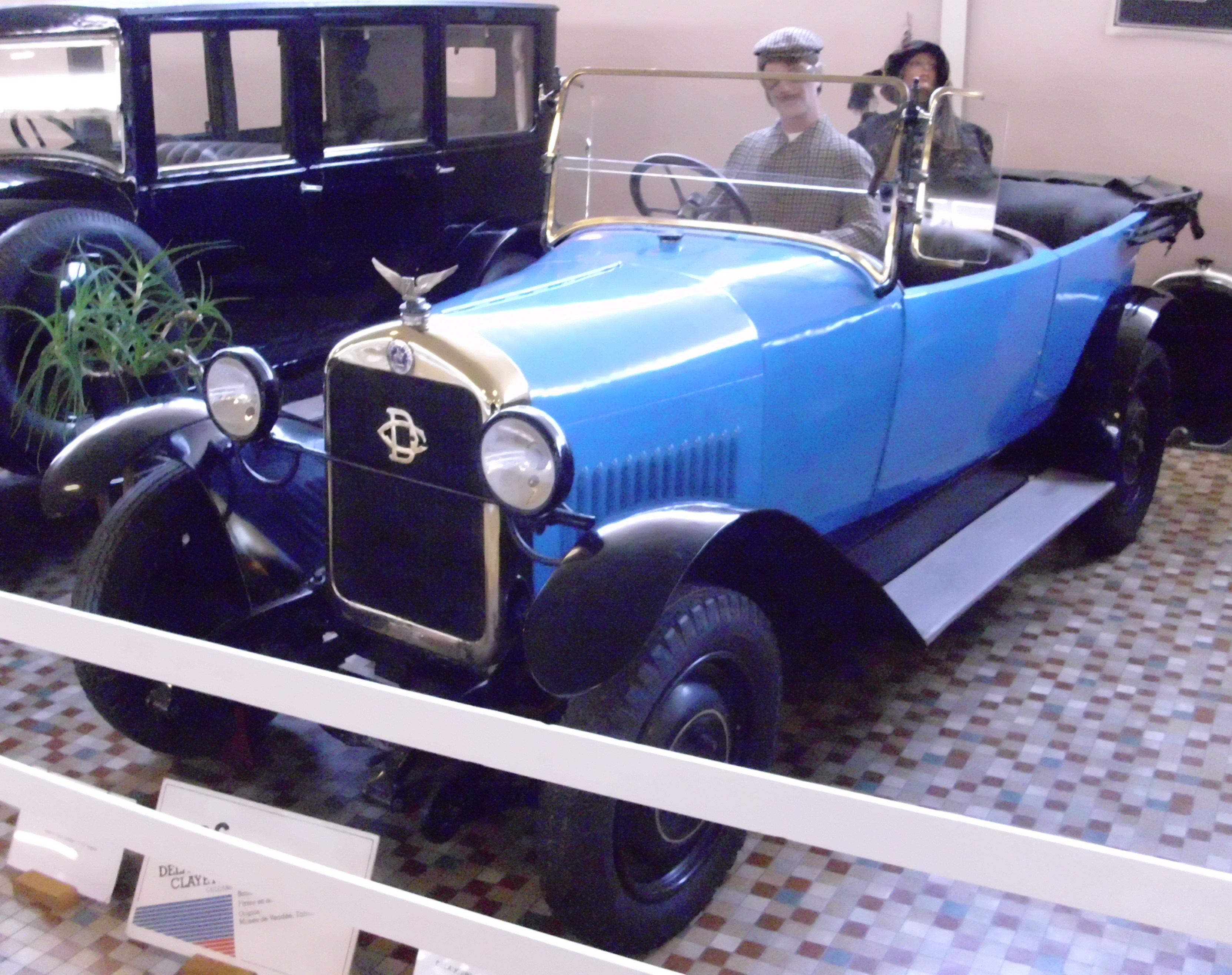
Delaugère & Clayette 8 CV Type V Torpédo Sport von 1926

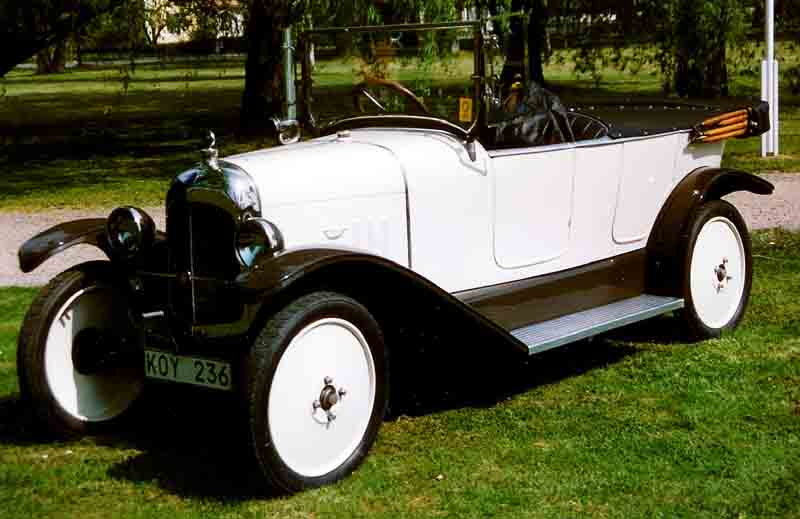
Konkurrenzmodell: Citroën B2 Torpedo (1921)

Ein moderner Nachfolger für die Vierzylinder 4 und 4Y mit hauseigenen Motoren erschien im Oktober 1922. Er erhielt seitengesteuerte Vierzylindermotoren von Ballot mit 1685 cm³ (10 CV), 2120 cm³ (12 CV) oder 3327 cm³ (16 CV). Anfangs gab es nur drei Karosserievarianten: 4-sitzige Berline (Limousine), 4-sitziges Torpedo und Kleintransporter Normande mit offener Pritsche. Ab 1924 kamen ein 3-sitziges Coupé und ebensolches Cabriolet dazu. Weiterhin entstanden die Karosserien im eigenen Haus. Zu diesem Zeitpunkt war Delaugère & Clayette in ernsten Schwierigkeiten, dennoch wurden 1925 noch Vierradbremsen auch für den Type V eingeführt. Von den großen Modellen verkauften sich viel zu wenige und der Mittelklassewagen Type V war viel zu teuer im Vergleich zur Konkurrenz. Ein Chassis kostete ab FF 19.500; ein kompletter Citroën B2 hingegen nur ab FF 14.200.
Nach dem Verkauf des Unternehmens wurden 1926 einige wenige Type V 10 CV gebaut, möglicherweise, um vorhandene Bestandteile aufzubrauchen. Etwa 300 Exemplare des letzten Modells wurden insgesamt gebaut.

### Die letzten Nutzfahrzeuge
Bereits zuvor war die Produktion der Nutzfahrzeuge, möglicherweise mit Ausnahme des PKW-Pritschenwagens Type V Normande, eingestellt worden. Schwerere LKW und das Hoteltaxi hatten noch den 3,3 Liter-Vierzylinder von Ballot erhalten, der 3,5-Tonner LO3 wurde mit dem hauseigenen 4,4 Liter Sechszylinder gebaut. Dieser wurde bis zuletzt mit Kettenantrieb und Vollgummireifen ausgeliefert.

## Modellübersicht Personenwagen
Eine vorläufige und noch nicht vollständige Modellübersicht:
| Bauzeit   | Modell           | Leistung CV | Zylinder | Hubraum cm³ | Karosserie                                    | Bemerkungen                                  |
| --------- | ---------------- | ----------- | -------- | ----------- | --------------------------------------------- | -------------------------------------------- |
| 1898      | Tricycle         |             | 1        |             | Tricycle                                      | Experimentalfahrzeug                         |
| 1900      | Quadricycle      |             | 1        | 474         | Quadricycle                                   | Experimentalfahrzeug                         |
| 1901–1903 | Voiturette       | 2¾          | 2        | 500         | Voiturette                                    | Produktionsende unklar                       |
| 1902–1903 | Quadricycle      | 2¾          | 2        | 500         | Quadricycle                                   | [ 1 ] [ 2 ]                                  |
| 1902–1903 | 20 CV            | 20          | 4        |             |                                               | Produktionsende unklar                       |
| 1904–1907 | Voiturette       | 8           | 2        |             | Voiturette                                    | Produktionsende unklar                       |
| 1904–1905 | Type 4A          | 24          | 4        | 6300        |                                               | Produktionsende unklar                       |
| 1905–1907 | Voiturette       | 8/10        | 2        |             | Voiturette                                    | Produktionsende unklar                       |
| 1905–1907 | Type 4CCA        | 16          | 4        |             |                                               | Kardan; Produktionsende unklar               |
| 1907–1914 | Extra-Légère     | 10          | 2        |             | Voiturette                                    | Produktionsende unklar                       |
| 1905–1906 | 80/100 CV        | 80/100      | 4        | 15.000      |                                               | Produktionsende unklar                       |
| 1907–1908 | 18/22 CV         | 18/22       | 4        | 4400        |                                               | Ketten; Produktionsende unklar               |
| 1907      | Type 4G          |             | 4        | 4800        |                                               | Ketten; Produktionszeit unklar               |
| 1907–1914 | Type 4C 25/35 CV | 80          | 4        | 8000        |                                               | Ketten; Produktionsende unklar               |
| 1908–1914 | 10/14 CV         | 10/14       | 4        | 2100        |                                               | Kardan; Produktionsende unklar               |
| 1908–1914 | 18/22 CV         | 18/22       | 4        | 4400        |                                               | Kardan; Produktionsende unklar               |
| 1911–1914 | Type 4M          | 10          | 4        | 2154        |                                               | Monobloc; Produktionsende unklar             |
| 1912–1914 | Type 6N          |             | 6        | 5200        |                                               | Produktionsdaten unklar                      |
| 1913–1914 | 2,7 Litres SS    |             | 6        | 2700        |                                               | Schiebermotor; Prod. unklar; evtl. 1913–1914 |
| 1919–1922 | Type 4           | 10          | 4        | 2154        |                                               | wahrscheinlich Nachfolger 4M                 |
| 1919–1922 | Type 4Y          | 16          | 4        | 3157        |                                               | wahrscheinlich Nachfolger 18/22 CV           |
| 1921–1925 | Type 6Z          | 21          | 4        | 4764        | Chauffeur-Limousine 6 Pl.                     | Doppelbereifung hinten ab 1922               |
| 1922–1923 | Type V           | 10          | 4        | 1685        | Berline; Torpedo; Normande                    | Motor Ballot                                 |
| 1922–1923 | Type V           | 12          | 4        | 2120        | Berline; Torpedo; Normande                    | Motor Ballot                                 |
| 1922–1923 | Type V           | 16          | 4        | 3327        | Berline; Torpedo; Normande                    | Motor Ballot                                 |
| 1924–1926 | Type V           | 10          | 4        | 1685        | Berline; Coupé; Cabriolet; Torpedo; Normande; | Motor Ballot                                 |
| 1924–1925 | Type V           | 12          | 4        | 2120        | Berline; Coupé; Cabriolet; Torpedo; Normande  | Motor Ballot                                 |
| 1924–1925 | Type V           | 16          | 4        | 3327        | Berline; Coupé; Cabriolet; Torpedo; Normande  | Motor Ballot                                 |

## Delaugère & Clayette heute

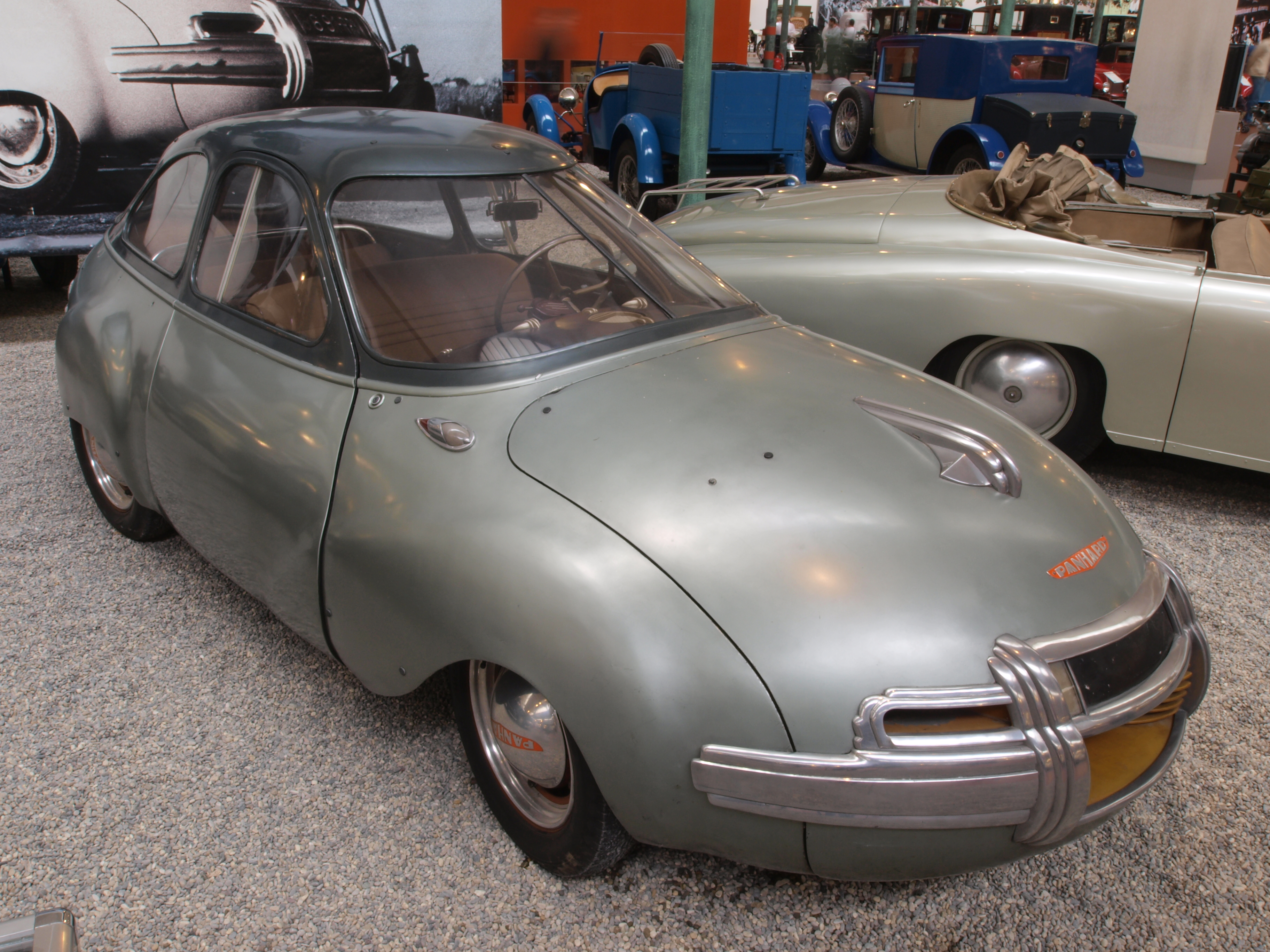
Prototyp Panhard & Levassor Dynavia von Louis Bionier, gebaut in den Atéliers Delaugère in Orléans und heute ausgestellt in der Cité de l’Automobile in Mülhausen (1948)

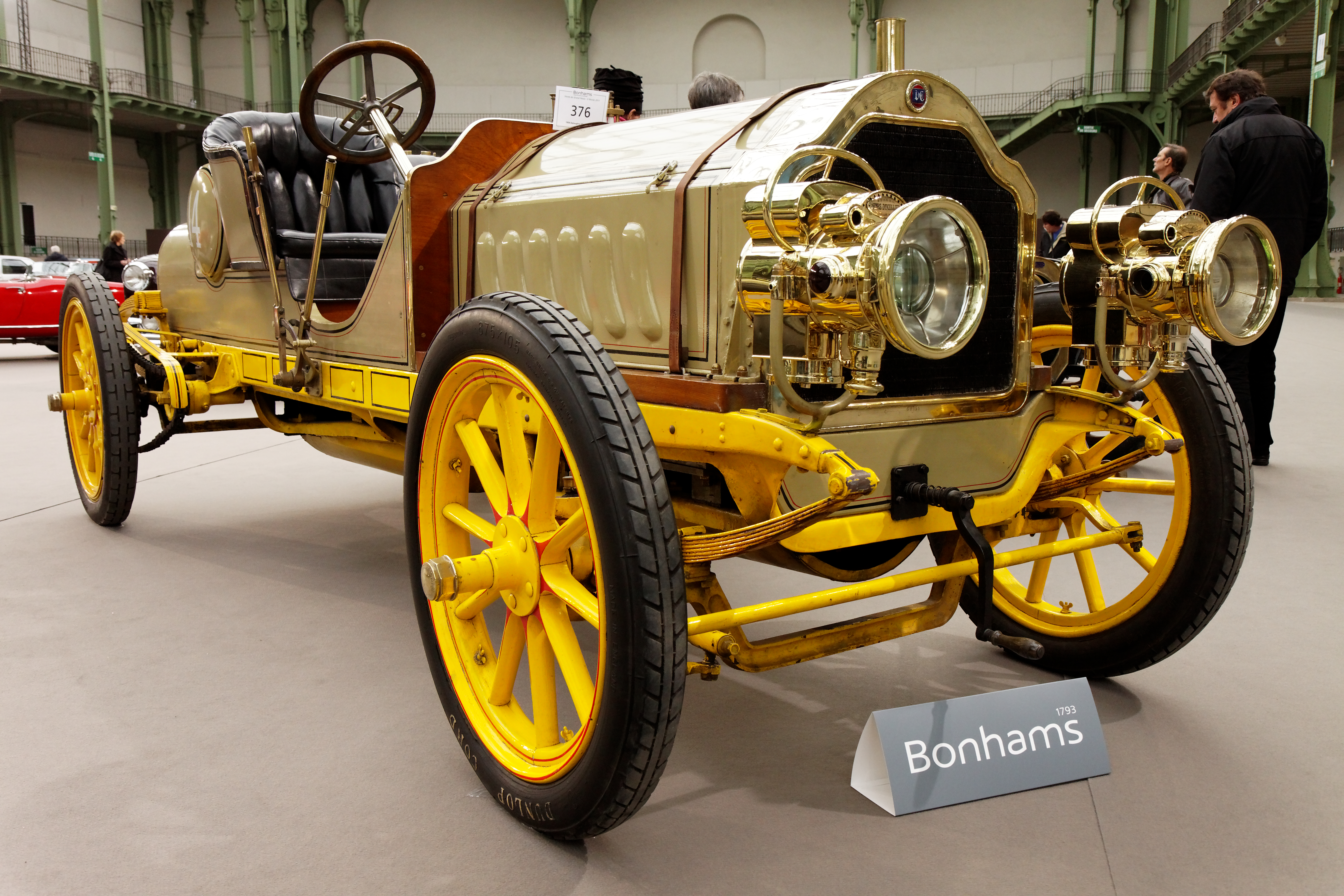
Delaugère & Clayette 24 CV Type 4A, Fahrgestell Nr. 205 (1904) vor der Auktion in Paris im Februar 2011

Nach der Übernahme von Panhard durch Citroën blieben die Anlagen von Delaugère & Clayette in Orléans noch bis 1973 in Betrieb. Danach mussten sie der Wohnsiedlung Résidence Beaumont weichen.
Fahrzeuge von Delaugère & Clayette sind sehr selten. Die Marke wird von einem 1994 gegründeten Club betreut; gemäß dessen Angaben sind noch 26 Fahrzeuge zugelassen: 20 in Frankreich, je zwei in Großbritannien und den Niederlanden sowie je eines in der Schweiz und in Portugal. Eines der letzten gebauten, ein Type V Torpédo, ist im Musée Automobile de Vendée in Talmont-Saint-Hilaire zu besichtigen und die Verwaltung des Départements Loiret besitzt oder besaß ein weiteres Exemplar von 1925, das im Sommer 2012 zum Verkauf stand.
Die Kommunen Talmont-Saint-Hilaire und Saint-Mesmin (Vendée) besitzen gemeinsam zwei Feuerwehrfahrzeuge von Delaugère & Clayette aus dem Jahr 1921, je ein Lösch- und ein Materialtransportfahrzeug.
Das Auktionshaus Bonhams versteigerte am 5. Februar 2011 in Paris den abgebildeten Type 4A von 1904 für € 164.450. Das Fahrzeug stammt aus Museumsbesitz in Dänemark.
Ein anderer Type 4A von 1905, karossiert als Limousine, wurde von Bonhams wahrscheinlich 2008 in Carmel-by-the-Sea (Kalifornien) in den USA mit unbekanntem Ergebnis versteigert.